# La pequeña semilla
La pequeña semilla es el segundo trabajo discográfico de estudio de la cantautora, compositora y artista plástica española Alba Reche. Se lanzó al mercado el 26 de marzo de 2021 bajo el sello discográfico de Universal Music Group. El EP, que también estuvo bajo la dirección musical de Ismael Guijarro entre otros, incluye 8 temas inéditos que asientan su avance como compositora e intérprete. La pequeña semilla debutó en segunda posición en las listas de ventas (físicas y digitales) y streaming de España y como número uno en las listas oficiales de ventas de vinilos en España.

## Antecedentes
Desde 2020 y después de su álbum debut Quimera, la cantante española empezó a trabajar en el desarrollo de su siguiente trabajo discográfico junto al sello de Universal Music, en su subdivisión en España.
La pequeña semilla es un EP de 8 temas inéditos que cuenta con una producción austera, con letras poderosas y emocionantes, y melodías que evocan el influjo folk y ejercicios de pop cien por cien contemporáneo, y como Alba expresaba durante las entrevistas de promoción de este segundo trabajo, este EP: ''es lo que quiero hacer, esto es lo que me gusta y esto es hacia donde quiero ir''. Previamente al mes antes de su lanzamiento y durante el  mismo, Alba Reche presentaba los sencillos de «pido tregua» y «los cuerpos» que marcarían el inicio de este segundo trabajo discográfico y las nuevas pinceladas de su nuevo sonido. La pequeña semilla en su primera semana consiguió debutar en segunda posición en las listas oficiales de ventas y streaming en España.
En febrero de 2021 Alba revelaba la fecha de lanzamiento y la portada del álbum en sus redes sociales, portada que fue realizada por Estudio Pechuga. Alba trabajó junto a los diseñadores de Estudio Pechuga en toda la imagen gráfica de la portada, el póster, la serigrafía del disco... que envuelve a este nuevo trabajo, como fue el bordado a mano de todo el setlist del EP que la artista empezó a realizar el 25 de agosto de 2020 y que luego mostró en sus redes sociales.

## Promoción

### Sencillos
El 17 de diciembre de 2020, la cantante estrena, junto a la artista Cami, su nuevo single «que bailen» una canción de género folklore que tiene un conmovedor mensaje en sus versos sobre las injusticias sociales que ocurren en el día a día. Posteriormente, el día de la presentación del setlist del EP, se conocería que la canción formaría parte del mismo.
La promoción del EP tuvo lugar con diferentes entrevistas y actuaciones en distintos medios, comenzando con el lanzamiento de forma oficial del single «pido tregua» el 19 de febrero de 2021, una canción creado por la cantante junto al grupo Çantamarta en clave de house suave.
El siguiente single, «los cuerpos» sería lanzado al mercado el 10 de marzo de 2021, una canción de Alba en colaboración con el grupo Fuel Fandango. En el video lyrics que acompaña al estreno de este single, Alba participa por primera vez como directora del mismo, trabajando en conjunto con Estudio Pechuga e Irene Sánchez en técnicas de imagen en cianotipia, hecha a partir de fotografías impresas en acetato con doble exposición y tipografía de sello estampado, para la realización del mismo y de su portada. La promoción de este sencillo fue llevaba a cabo junto al single de  «pido tregua» con actuaciones en distintos eventos como: Desigual Shopping Festival, un evento de la marca ropa de Desigual realizado el 20 de marzo de 2021, donde  presentó los temas de forma acústica; y en programas de radio como Los 40 y Cadena 100 donde también presentó los singles de forma acústica.
El 23 de marzo la artista anuncia por redes sociales que el mismo 26 de marzo, día del estreno del EP, se estrenaría el videoclip de la canción «La Culpa», que sería el último sencillo del EP.  Para la promoción de forma conjunta de diversos temas de La pequeña semilla, Alba realizó un concierto acústico, el 20 de mayo de 2021, en la sede de la radio de Canal Fiesta Radio, un evento realizado por la cadena para celebrar su vigésimo aniversario con eventos especiales dedicados a su audiencia.
Dentro de la etapa de este segundo disco, la artista anunciaba que lanzaría la versión en vinilo de las 8 canciones de La pequeña semilla, que debutaría como número 1 en las listas oficiales de ventas de vinilos en España.
El 15 de diciembre de 2021, la artista publica junto a VEVO España, en las sesiones de VEVO Studio, las versiones acústicas de 'La Culpa' y 'El Desarme' contando con el acompañamiento de Laura Solla a la guitarra.

## Listado de canciones
| la pequeña semilla |                                   |                                                                                  |                                                             |          |  |
| N.º                | Título                            | Escritor(es)                                                                     | Productor(es)                                               | Duración |  |
| 1.                 | «la culpa»                        | Alba Reche, Martin Muñoz Mon Dvy, Martín Vargas, Simon Vargas                    | Mon Dvy, Martín Vargas, Simon Vargas                        | 3:09     |  |
| 2.                 | «pido tregua»                     | Alba Martínez Reche, Benito Casado Muñoz, Luis Lozano Acosta, Omar Roldán Molina | Benito Casado Muñoz, Luis Lozano Acosta, Omar Roldán Molina | 3:01     |  |
| 3.                 | «los cuerpos» (con Fuel Fandango) | Alba Martínez Reche, Alejandro Acosta, Cristina Manjón, Gabriel Fernández        | Gabriel Fernández                                           | 3:30     |  |
| 4.                 | «escúchala» (con Çantamarta)      | Alba Martínez Reche, Benito Casado Muñoz, Luis Lozano Acosta, Omar Roldán Molina | Benito Casado Muñoz, Luis Lozano Acosta, Omar Roldán Molina | 3:13     |  |
| 5.                 | «la dignidad»                     | Alba Martínez Reche, Benito Casado Muñoz, Luis Lozano Acosta, Omar Roldán Molina | Benito Casado Muñoz, Luis Lozano Acosta, Omar Roldán Molina | 3:04     |  |
| 6.                 | «flor alta»                       | Alba Reche, Martin Muñoz Mon Dvy, Martín Vargas, Simon Vargas                    | Mon Dvy, Martín Vargas, Simon Vargas                        | 3:30     |  |
| 7.                 | «el desarme»                      | Ainoa Buitrago Delgado, Alba Martínez Reche, Ismael Guijarro Hidalgo             | Ismael Guijarro                                             | 3:25     |  |
| 8.                 | «que bailen» (con Cami)           | Alba Martínez Reche, Cami, Ismael Guijarro Hidalgo                               | Ismael Guijarro                                             | 2:47     |  |

## Gira musical
A finales de junio de 2021, a través de sus redes Alba Reche anunciaba su nuevo tour nacional, la pequeña tour, para la presentación y promoción de este nuevo EP. Este tour dio comienzo en Madrid el 16 de julio de 2021 (con agotado) y finalizó después de visitar 6 ciudades españolas en Valencia el 30 de septiembre de 2021.
En el siguiente cuadro se incluye la lista de conciertos especificando la fecha de presentación, ciudad, país y recinto.
| Fecha                    | Ciudad                     | País   | Festival                  | Recinto                       |
| ------------------------ | -------------------------- | ------ | ------------------------- | ----------------------------- |
| 16 de julio de 2021      | Madrid                     | España | La Pequeña Tour           | Sala la Riviera               |
| 24 de julio de 2021      | Barcelona                  | España | Share Festival            | Estadi Olímpic                |
| 11 de agosto de 2021     | Benicàssim                 | España | Mar de Sons               | Recinto Festivales Benicàssim |
| 27 de agosto de 2021     | Benidorm                   | España | Benidorm Music & Emotions | Auditorio Julio Iglesias      |
| 4 de septiembre de 2021  | Las Palmas de Gran Canaria | España | La Pequeña Tour           | Auditorio Alfredo Krauss      |
| 30 de septiembre de 2021 | Valencia                   | España | La Marina de Valencia     | La Pequeña Tour               |

## Premios y nominaciones
| Año  | Premios               | Categoría                          | Resultado |
| ---- | --------------------- | ---------------------------------- | --------- |
| 2022 | Premis Enderrock 2022 | Millor disc en llengua no catalana | Nominada  |

## Posiciones en las listas
| Listas (2019)              | Mejor posición |
| -------------------------- | -------------- |
| España (PROMUSICAE)        | 2              |
| España Vinilo (PROMUSICAE) | 1              |

## Historial de lanzamiento
| Región | Fecha               | Formato              | Discográfica    |
| ------ | ------------------- | -------------------- | --------------- |
| Mundo  | 26 de marzo de 2021 | CD, descarga digital | Universal Music |